# Lasur
Lasur (entlehnt aus lateinisch lasurium, Blaustein, vgl. Lapislazuli) bezeichnet eine transparente oder semitransparente Beschichtung auf Holz, Leinwand, Karton oder Papier sowie einen dünnen Aufstrich aus lichtdurchlässigen Anstrichmitteln. Bei Keramik und Malereien wird die Lasur mit anderen Materialien ausgeführt, etwa mit Aquarellfarben, Ölfarben oder Tempera. Der Begriff Lasieren bezieht sich primär auf filmbildende Schichten mit Bindemittel; das Gleiche in wässriger Technik ist das Lavieren. Lasur ist ein relativ neuer Begriff für das Beizen.
Nicht zu verwechseln damit ist die Glasur, die „glasartige“ oder „glasige“ Oberflächenbeschichtung.

## Lasuren auf Holz
Dünnschichtlasur
ist aufgrund ihrer wasserähnlichen Konsistenz weniger komfortabel zu verarbeiten. Nach dem Auftragen kann sie aber eben aufgrund ihrer Konsistenz tief in das Holz eindringen. Dünnschichtlasur verwittert im Außenbereich durch Auswaschen und Verbleichen. Folgeanstriche sind unbedingt erforderlich. Typische Anwendungsbereiche sind Zäune, Gebäude sowie Holz im Außenbereich. Innen wird Dünnschichtlasur aufgrund des Lösemittelgehalts und der Geruchsbelästigung sowie der unkomfortablen Verarbeitung selten verwendet.
Dickschichtlasur
soll zusätzlich eine schützende Schicht auf dem Holz bilden und so Eigenschaften von Lasur und Lack kombinieren. Im Außenbereich mit Bewitterung funktioniert die Idee solch dicker und dichter Beschichtung von Holz zu seinem Schutz nicht, sondern führt zu früher nötiger Nacharbeit mit höherem Aufwand, da die Beschichtung unterwandert wird und restlos ersetzt werden muss.
Auch manche dünn beschichtenden Lasuren verschließen zu Lasten der Witterungsbeständigkeit alle Poren des Holzes.
Leinöllasur
Ökologische und somit gesundheitlich unbedenkliche Varianten basieren auf Leinöl und sind mit Pigmenten versetzt. Die damit behandelten Oberflächen haben den Vorteil, dass sie weitgehend offenporig bleiben.

## Unterschied zwischen Lasur und Lack
Holzlasur enthält weniger Pigmente und Füllstoffe als Lack. Lasur dringt in das Holz ein. Sie verfärbt und schützt das Material von innen, die Holzstruktur bleibt fühlbar und sichtbar. Lasur ist wasserdampfdurchlässig. Lack hingegen bildet einen festen Film auf der Holzoberfläche und überdeckt das darunterliegende Material.

## Lasuren auf mineralischen Untergründen
Mineralische Putze, Mauerwerk oder Sichtbeton können genauso wie Holz farbig lasiert werden. Die meisten Bindemittel sind filmbildend, lediglich mit Silikat gebundene Lasur verkieselt mit dem Untergrund.

## Lasurtechnik in der Malerei
Echte Lasuren findet man hier nur im Aquarell, der Temperatechnik und besonders in der Ölmalerei, weil dazu absolut transparente Farben benötigt werden. In letzterem Fall verhält sich die lasierende Schicht (nach der Trocknung des Untergrundes) ähnlich wie eine darübergelegte farbige dünne Glasplatte – die entstehende Farbmischung ist im Idealfall additiv; es können zudem auch hologrammähnliche Effekte entstehen. Die einzige wirklich transparente „Farbe“ z. B. in der Acryltechnik ist dagegen eine transparent-farblose Paste. Acryl-Lasuren können lediglich erreicht werden, indem die Farbe den Untergrund nur teilweise überdeckt (Scheinlasur).
Hier wird die Farbe (Farbpigmente mit Bindemittel) mit einem Lösemittel, zum Beispiel Wasser, stark verdünnt auf den Malgrund (Leinwand, Papier, Tapete) aufgetragen. Diese Schicht muss gut durchgetrocknet sein, bevor eine weitere aufgetragen wird. Die jeweils darunter liegende Farbschicht scheint dann durch die obere hindurch. Es können beliebig viele Schichten aufgetragen werden.
Wird immer die gleiche Farbe verwendet, entstehen je nach Auftrag unterschiedliche Hell-Dunkel-Elemente. Der Farbton wird intensiver. Bei einem Auftrag unterschiedlicher Farben entstehen neue Farbtöne.